# Passione di san Maurizio e soci
La Passio Mauricii et sotiorum ejus (ovvero Passione di san Maurizio e soci) è un codice miniato commissionato dla generale veneziano Jacopo Antonio Marcello come dono per Giovanni Cossa. Le miniature più piccole sono attribuite a un miniaturista lombardo anonimo e quelle più grandi a Jacopo Bellini oppure a Giovanni Bellini. Oggi è conservato presso la Bibliothèque de l'Arsenal di Parigi.

## Storia
Il 1º giugno 1453, il generale veneziano Jacopo Antonio Marcello (1399-1464) fece inviare questo volume a Giovanni Cossa, siniscalco di Provenza e consigliere di Renato d'Angiò. L'Angiò a quel tempo tentava di prendere possesso del Regno di Napoli di cui aveva ereditato il titolo. A questo scopo intrecciò un certo numero di alleanze in Italia. Marcello, come provveditore in campo del senato, rappresentava il sostegno veneziano al principe francese e per questo venne insignito dell'Ordine della Crescente, un ordine cavalleresco istituito l'anno precedente. L'investitura avvenne nel 1450, quando Cossa ricopriva l'incarico annuale di senatore dell'ordine. L'alleanza tra l'Angiò e Venezia fu poi capovolta quando Francesco Sforza prese il potere. La Serenissima si trovò in guerra contro i milanesi alleati con i fiorenti e i re di Francia, e quindi passò a sostenere Alfonso V d'Aragona,  deciso a conquistare il Regno di Napoli.
Marcello tentava di riavvicinare Renato d'Angiò alla parte veneziana e testo iniziale indirizzato a Cossa e ai cavalieri della Crescente, una specie di lettera accompagnatoria dell'omaggio, si scusava di non poter essere presente al capitolo annuale dell'ordine e informava dei successi veneziani contro l'esercito sforzesco a Quinzano e Pontevico.
Il codice ebbe numerosi passaggi di proprietà finché nel 1785 non venne acquistato dalla collezione poi trasformata nell'attuale Bibliothèque de l'Arsenal.

## Descrizione
Il piccolo volume è diviso in tre parti:
- una lettera destinata a Giovanni Cossa e ai membri dell'Ordine della Crescente (ff. 1-5);
- un racconto della passione di san Maurizio e del massacro della Legione tebana (ff. 9-33v);
- un poema in esametri dedicato a Maurizio (ff. 35-37 v).

Il racconto centrale, sicuramente redatto per primo, è illustrato da 11 iniziali e 7 miniature che rappresentano le vicende del santo. Sono opera di un miniaturista lombardo anonimo ancora seguace dello stile gotico. In un secondo tempo fu chiesto l'intervento di un artista veneto più aggiornato per realizzare due iniziali più ricche (ff. 1r,  35r) e quattro illustrazioni a tutta pagina. 

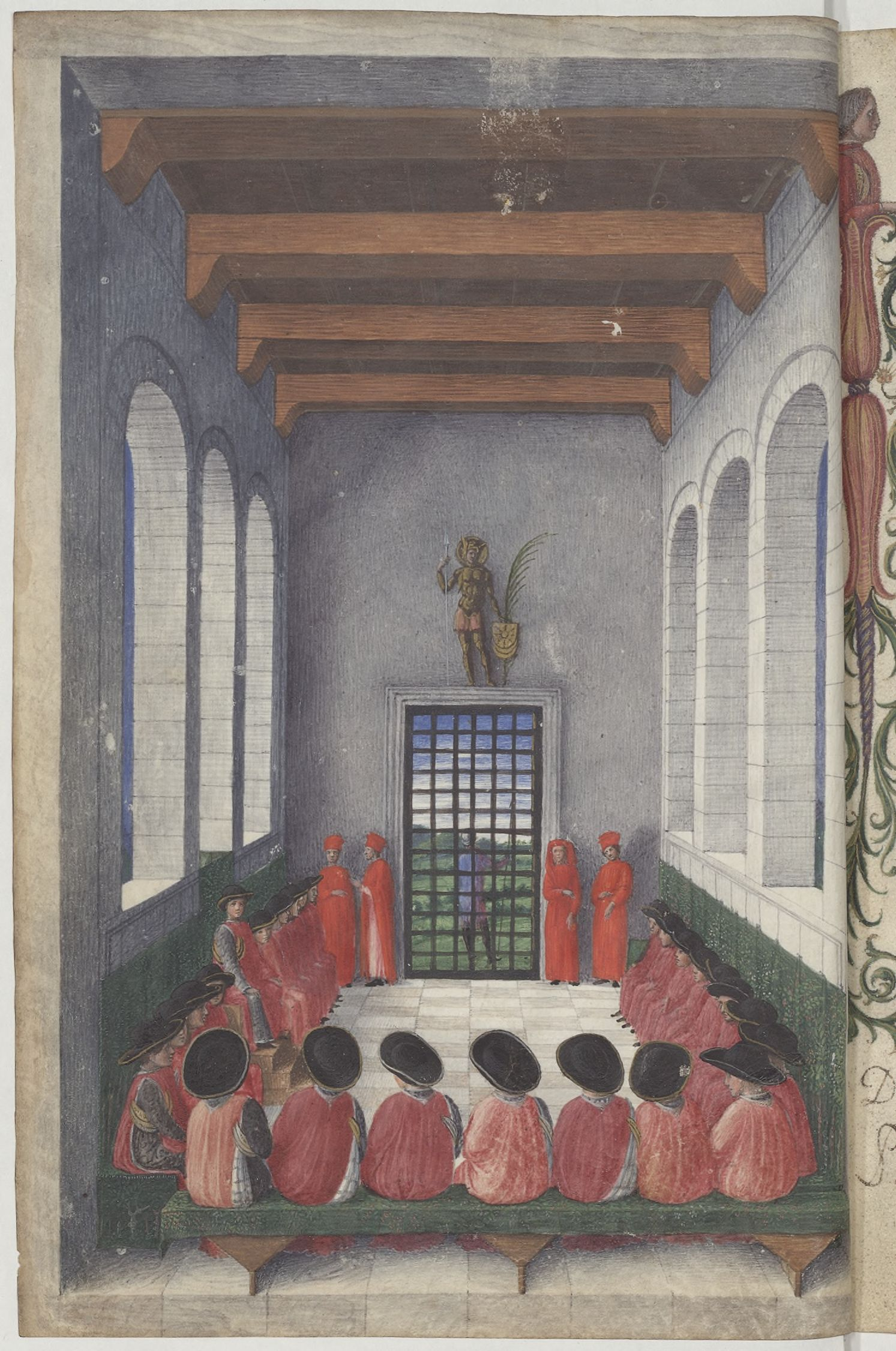
Assemblea dell'Ordine della Crescente, f. Cv
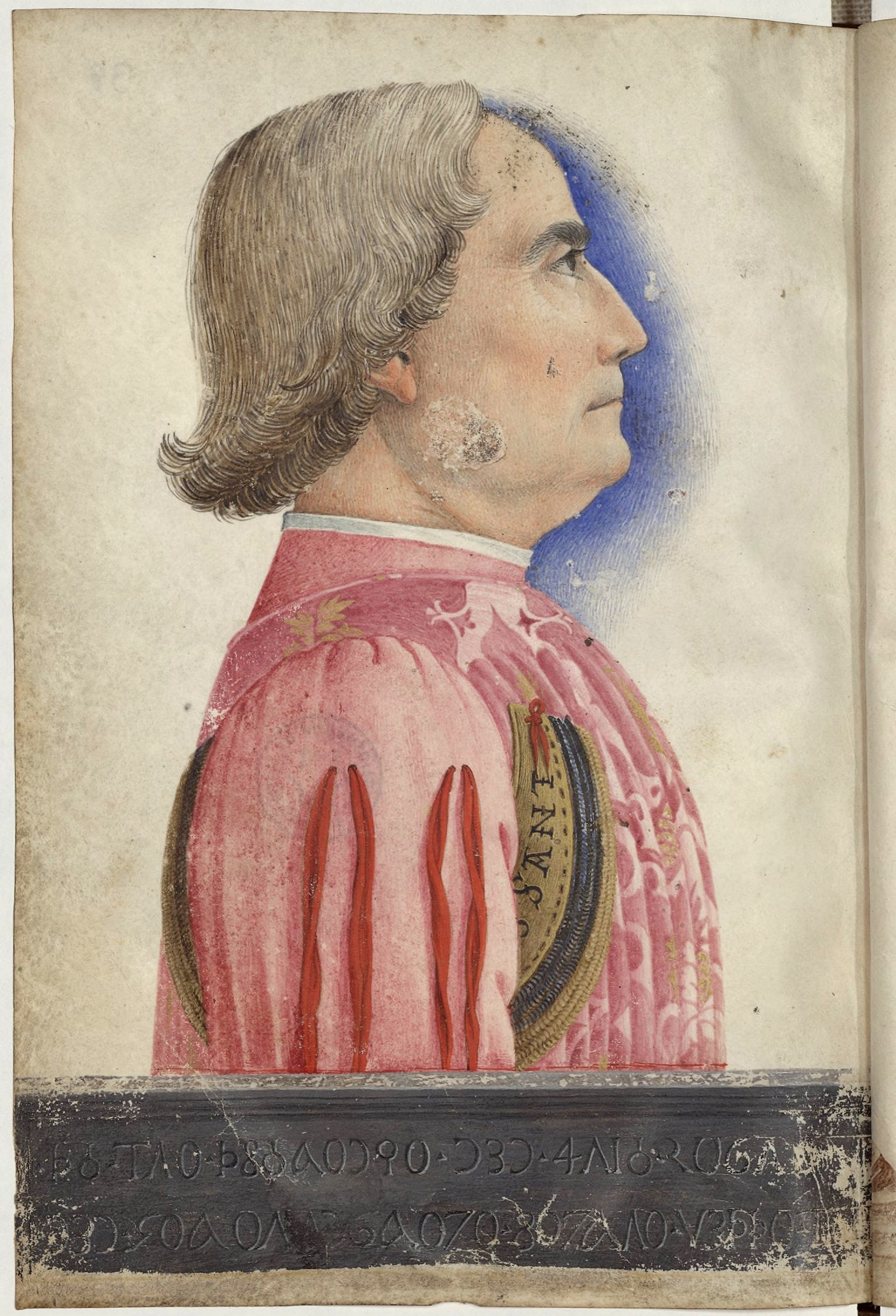
Ritratto di Jacopo Antonio Marcello, f. 38v
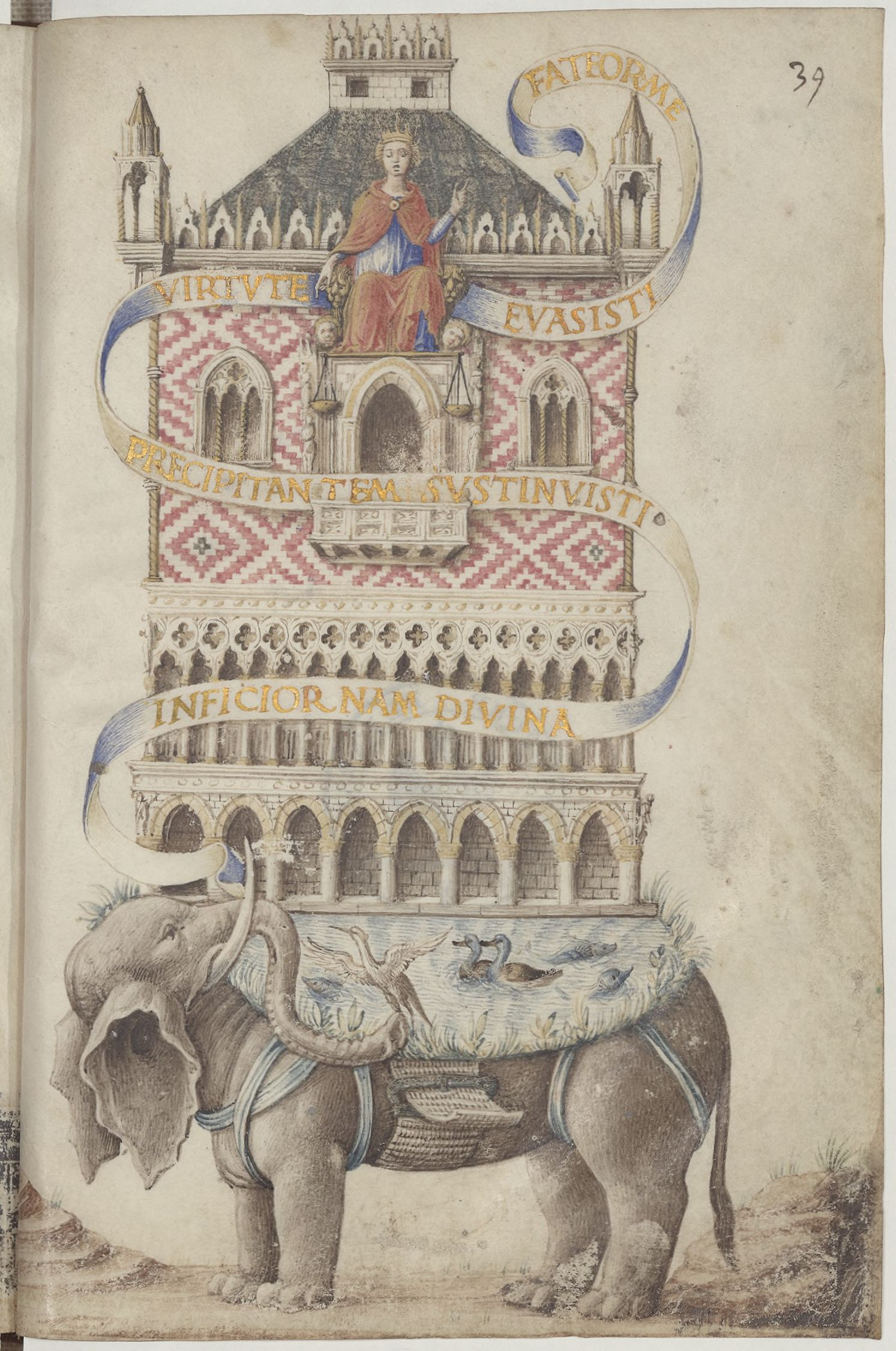
Allegoria di Venezia che rappresenta il Palazzo Ducale, f. 39r

## Attribuzioni
Un primo studio che metteva in luce la qualità delle quattro grandi miniature du pubblicato nel 1957 da Millard Meiss che le attribuiva ad Andrea Mantegna ipotesi ancora sostenuta da qualche storico dell'arte. A seguito di uno studio del 1968 da parte di Gil Robertson fu avanzata l'ipotesi che preferiva Giovanni Bellini al cognato Mantegna. Invece nel 1969 Giordania Mariani Canova preferì attribuirle al padre di questi Jacopo Bellini, in quanto le illustrazioni presentavano delle reminiscenze gotiche più vicine all'opera paterna. Quest'ipotesi fu decisamente rifiutata da Luciano Bellosi che trovava impossibile la creazione di alcuni elementi innovativi da un'artista ormai alla fine della carriera e sosteneva invece l'ipotesi favorevole a Giovanni, tesi condivisa da Dominique Thiébaut. Secondo quest'ultimo le miniature possono essere messe in relazione con alcuni lavori precoci di Giovanni come la Pietà del Poldi Pezzoli o la Pietà di Brera. Secondo la quasi immediata recensione della mostra su Mantegna del 2008 maggioranza degli altri storici propende invece ancora per Jacopo invece in un articolo di Antonio Mazzotta del 2018 l'attribuzione a Giovanni viene pienamente accettata e utilizzata per discernere le collaborazioni del giovane nelle opere assegnate a Jacopo.